# Kétpó
Kétpó is een plaats (község) en gemeente in het Hongaarse comitaat Jász-Nagykun-Szolnok. Kétpó telt 820 inwoners (2002).